# Henri Fucs
Henri Fucs (1916-1999) est un médecin d'origine roumaine qui fut, pendant la Seconde Guerre mondiale, un agent secret du Special Operations Executive. Il fit partie du réseau HERMIT de juin à août 1944 dans le Loir-et-Cher et l'Indre-et-Loire.

## Identités
- État civil : Henri Fucs
- Comme agent du SOE, section F :
  - Nom de guerre (field name) : « Abel »
  - Nom de code opérationnel : FLUNKY (en français LAQUAIS)
  - Pseudos : Fourneaux ; André La Béquille

## Famille
Origine roumaine.
Frères : trois, Français, réfractaires, engagés dans le maquis de Dordogne, à La Rochelle et dans l'armée Rhin et Danube.

## Éléments biographiques
Henri Fucs naît le 5 avril 1916 à Ploiești, en Roumanie. Il vient en France à l'âge de trois ans.
1939. Engagé volontaire, il est incorporé le 20 octobre au 1er RMVE.
1940. Après la bataille de France, il est prisonnier jusqu'au 1er novembre 1940. Il termine ses études médicales.
1942. Il passe sa thèse le 1er juillet. En octobre, il passe en zone libre en visant de poursuivre jusqu'en Angleterre. Le 20, il franchit les Pyrénées. En Espagne, il est arrêté : commissariat de police de Figueras,  camp de Miranda de Ebro, carcel Modelo de Barcelonne, retour à Miranda.
1943. Après huit mois de captivité en Espagne, il est libéré le 28 avril. Il se rend à Madrid, puis Gibraltar. Fin mai, il embarque sur le Santa Rosa, où le général de Gaulle, rendant visite aux Français embarqués, lui dit : « Il y aura certainement du travail pour vous. » Il rejoint l'Angleterre. Ne réussissant pas à s'engager dans les FFL en tant que Roumain, il s'engage dans l'armée britannique en juillet, et se déclare volontaire pour une mission spéciale en France. Il suit l'entraînement.
1944
- Il est parachuté en France dans la nuit du 7 au 8 juin, dans la région de Saint-Viâtre (Loir-et-Cher), comme assistant de Roger Henquet « Robert », chef du réseau HERMIT. Il est réceptionné par Philippe de Vomécourt « Antoine ».
- Il agit au sein du réseau HERMIT, successivement dans le Loir-et-Cher, puis à partir du mois d'août, en Indre-et-Loire : voir Boxshall et Delecluze.
- Il rentre à Londres le 11 septembre 1944. Il rédige son rapport. Il tourne dans le film « Now It Can Be Told ». Ayant souscrit un engagement jusqu'à la fin de la guerre, il est affecté à l'état major des lignes de communication du 21e Groupe d'armée, sous le commandement du maréchal Montgomery, et il part pour Ostende, comme adjoint du médecin colonel chargé de l'évacuation sur l'Angleterre des grands blessés du front européens.

1945. Après la victoire sur l'Allemagne, l'état major est transféré à Gand. Puis, la formation étant dissoute, il devient médecin dans un hôpital en formation à Nimègue.
1946. L'hôpital de Nimègue étant dissous, Henri Fucs retourne à l'état major à Bruxelles. En juillet, son temps de service étant terminé, il revient en permission libérable, et reprend ses activités de médecin civil. 
1999. Henri Fucs décède le 6 avril 1999.

## Ouvrages
- Abel chez les médecins, Le Condor, 1979,  (ISBN 2-86229-010-6). Autobiographie
- L’Abcès, Le Condor, 1979.

## Reconnaissance
Henri Fucs a reçu les distinctions suivantes :
- Royaume-Uni : Military Cross,
- France :  Croix de guerre 1939-1945 avec palme, Médaille de la Résistance.